# 中国人民解放军海军中将
中国人民解放军海军中将是目前中国人民解放军海军的第二高的军衔，仅次于中国人民解放军海军上将军衔。根据现行的《中国人民解放军军官军衔条例》的规定，中将军衔授予战区正职、副职军官。自1955年以来，已经有122人获得过海军中将的军衔。

## 沿革

### 第一次设置
1955年，中国人民解放军首次实行军衔制。根据1955年实施和1963修订的《中国人民解放军军官服役条例》，对军衔进行分类，均设置海军中将。在1955年，只有海军舰艇等指挥岗位将官才能称之为海军中将，而海军海岸部队的中将则必须称呼为海岸中将，海军航空兵的中将则只能获得空军中将军衔，政治军官只能称呼中将，军需等军官则也不能称呼为海军中将。1963年起，所有海军的中将均可被称呼为海军中将。
1955年，8人被授予海军中将军衔，1957年1人改为海军中将，1960年1人改为海军中将，1962年1人改为海军中将，1963年7人改为海军中将。1955年至1965年间，共有18名海军中将。

### 第二次设置
1988年，第七届全国人大常委会决定，恢复中国人民解放军军衔制。

## 授予情况
1988年恢复设置军衔制以来，授予、晋升、改衔在内，共有104人获得过海军中将的军衔。其中14人已晋升海军上将。3人后调入陆军改为中将，2人调入空军改为空军中将，其中转为陆军的人员中，有1人晋升为上将。此外，有1人因贪腐被判刑，剥夺海军中将军衔；2人因违法违纪正在接受调查。

## 海军中将名单
| 序号 | 姓名         | 照片 | 时任职务                                                       | 授予晋升日期      | 资历备注 |  |
| ---- | ------------ | ---- | -------------------------------------------------------------- | ----------------- | --- |  |
| 001  | 罗舜初       |      | 海军副司令员                                                   | 1955年授予        | 后转入国防科技领域工作，转为陆军 |  |
| 002  | 方强         |      | 海军副司令员 （苏联伏罗希洛夫海军学院学员）                    | 1955年授予        | 授衔时在苏联学习 |  |
| 003  | 周希汉       |      | 海军参谋长                                                     | 1955年授予        | |  |
| 004  | 陶勇         |      | 海军东海舰队司令员                                             | 1955年授予        | 1967年自杀 |  |
| 005  | 周仁杰       |      | 南海舰队副司令员兼参谋长 （军事学院海军系学员）                | 1955年授予        | |  |
| 006  | 饶守坤       |      | 海军淞沪基地司令员 （军事学院海军系学员）                      | 1955年授予        | 后曾任济南军区司令员，是首个出任大军区司令员的海军将领 |  |
| 007  | 赵启民       |      | 海军南海舰队司令员兼政治委员                                   | 1955年授予        | |  |
| 008  | 刘昌毅       |      | 海军旅顺基地第一副司令员                                       | 1955年授予        | |  |
| 009  | 刘道生       |      | 海军副司令员                                                   | 1957年改为        | 1955年授中将，时任副政委，在苏学习，1957年改任副司令员，由中将改称海军中将 |  |
| 010  | 吴瑞林       |      | 海军南海舰队司令员                                             | 1960年改为        | 1955年授中将，时为陆军，任海南军区司令员，在军事学院学习，1960年调任海军，由中将改为海军中将，后任海军常务副司令员 |  |
| 011  | 李作鹏       |      | 海军副司令员                                                   | 1962年改为        | 1955年授中将，时为陆军，任训练总监部陆军训练部部长、总参军训部部长，1962年调任海军副司令员，由中将改为海军中将，后任海军第一政委，为林彪集团成员，1980年被判处有期徒刑17年                                                                        |  |
| 012  | 杜义德       |      | 海军副政治委员                                                 | 1963年9月28日改称 | 1955年授中将，时为陆军，任第3兵团副政治委员，1960年调任海军副政委，1963年因条令称呼修改正式成为海军中将 |  |
| 013  | 顿星云       |      | 海军航空兵部司令员                                             | 1963年9月28日改称 | 1955年授予空军中将军衔，1963年因条令称呼修改正式成为海军中将，后转陆军装甲兵，改为中将 |  |
| 014  | 彭林         |      | 海军航空兵部政治委员                                           | 1963年9月28日改称 | 1955年授中将，1963年因条令称呼修改正式成为海军中将 |  |
| 015  | 丁秋生       |      | 海军北海舰队政治委员                                           | 1963年9月28日改称 | 1955年授中将，时为陆军，1960年调任海军，1963年因条令称呼修改正式成为海军中将 |  |
| 016  | 康志强       |      | 海军东海舰队政治委员                                           | 1963年9月28日改称 | 1955年授中将，1963年因条令称呼修改正式成为海军中将 |  |
| 017  | 方正平       |      | 海军南海舰队政治委员                                           | 1963年9月28日改称 | 1955年授中将，1963年因条令称呼修改正式成为海军中将 |  |
| 018  | 刘浩天       |      | 海军东海舰队政治委员                                           | 1963年11月改称    | 1955年授中将，时为陆军，1963年11调任海军，改为海军中将 |  |
| 019  | 张连忠       |      | 海军司令员                                                     | 1988年9月授予     | 陆军出身，后改学潜艇，1993年5月晋升海军上将 |  |
| 020  | 张序三       |      | 海军副司令员兼参谋长                                           | 1988年9月授予     | 陆军出身，后调入海军，学水面舰艇指挥，1992年转任军事科学院政委，改为中将 |  |
| 021  | 李景         |      | 海军副司令员兼海军航空兵部司令员                               | 1988年9月授予     | 陆军出身，后入空军学飞行，1955年调入海航，特级飞行员，1992年任副总参谋长转为陆军，改为中将，1994年晋升上将 |  |
| 022  | 邢永宁       |      | 海军副司令员                                                   | 1988年9月授予     | 陆军出身，长期在陆军、空军从事军务工作，曾任空军副参谋长，总参军务部部长，1985年调入海军，曾任海航政委，1988年1月任海军副司令员，1989年调任国防科工委政委转为陆军，改为中将                                                                       |  |
| 023  | 陈明山       |      | 海军副司令员                                                   | 1988年9月授予     | 陆军出身，曾任贺龙卫士长，后入海军第三学校学习，1956年毕业入海军服役，从事水面舰艇指挥 |  |
| 024  | 魏金山       |      | 海军副政治委员                                                 | 1988年9月授予     | 陆军出身，1985年由总参政治部主任调任海军副政委，1990年升任海军政委 |  |
| 025  | 刘友法       |      | 海军纪委书记（专职）                                           | 1988年9月授予     | 陆军政治工作军官出身，1950年即进入华东军区海军从事政治工作 |  |
| 026  | 佟国荣       |      | 海军政治部主任                                                 | 1988年9月授予     | 陆军政治保卫军官出身，1953年调入海军从事政治保卫工作，曾在军事法院、检察院工作，1992年兼任海军纪委书记 |  |
| 027  | 马辛春       |      | 济南军区副司令员兼海军北海舰队司令员                           | 1988年9月授予     | 陆军出身，1952年随部转为海军，从事水面舰艇指挥，曾任海军参谋长，1989年首次率解放军海军军舰进入西半球访问美国 |  |
| 028  | 李世田       |      | 海军北海舰队政治委员                                           | 1988年9月授予     | 陆军政治工作军官出身，后随部转入海军，从事政治工作 |  |
| 029  | 朱洪禧       |      | 海军北海舰队副司令员                                           | 1988年9月授予     | 陆军出身，后随部转入海军，曾率艇击沉中华民国海军太平号军舰 |  |
| 030  | 聂奎聚       |      | 南京军区副司令员兼海军东海舰队司令员                           | 1988年9月授予     | 陆军出身，后随部转入海军，从事水面舰艇指挥 |  |
| 031  | 张文华       |      | 海军东海舰队政治委员                                           | 1988年9月授予     | 陆军出身，后随部转入海军，从事政治工作 |  |
| 032  | 韩增         |      | 海军东海舰队纪委书记（专职）                                   | 1988年9月授予     | 陆军出身，1952年入海军学校学习，从事水面舰艇指挥和政治工作 |  |
| 033  | 高振家       |      | 广州军区副司令员兼海军南海舰队司令员                           | 1988年9月授予     | 陆军出身，1950年先后入海军炮兵、潜艇学校学习，后从事潜艇指挥 |  |
| 034  | 张海云       |      | 海军南海舰队政治委员                                           | 1988年9月授予     | 陆军出身，后随部转入海军，从事潜艇指挥和政治工作 |  |
| 035  | 曲振侔       |      | 海军南海舰队副司令员                                           | 1988年9月授予     | 陆军出身，后随部转入海军，从事水面舰艇指挥，后任海军北海舰队司令员 |  |
| 036  | 田震环       |      | 海军指挥学院院长                                               | 1988年9月授予     | 陆军出身，后随部转入海军，曾赴苏联留学，从事水面舰艇指挥 |  |
| 037  | 徐世平       |      | 海军指挥学院副院长                                             | 1988年9月授予     | 陆军出身，后随部转入海军，曾赴苏联留学，从事水面舰艇指挥，参加过一江山岛战役，1955年被授予海军上校军衔 |  |
| 038  | 王绪恭       |      | 海军航空兵部司令员                                             | 1991年晋升        | 陆军出身，后入海军飞行学校学习，毕业后任海军航空兵飞行员，1988年授予海军少将军衔 |  |
| 039  | 连耀廷       |      | 海军东海舰队政治委员                                           | 1991年晋升        | 陆军政治工作军官出身，后入海军从事政治工作，1988年被授予海军少将军衔 |  |
| 040  | 赵国臣       |      | 海军参谋长                                                     | 1993年晋升        | 直接考入海军军校入伍，水面舰艇出身，曾率队参加中国首次南极科考，1988年被授予海军少将军衔 |  |
| 041  | 单大德       |      | 海军航空兵部政治委员                                           | 1993年晋升        | 直接考入海军第一航空学校入伍学习飞行，海军航空兵飞行员出身，后从事政治工作，1988年被授予海军少将军衔 |  |
| 042  | 王继英       |      | 济南军区副司令员兼海军北海舰队司令员                           | 1993年晋升        | 先后在水面舰艇、潜艇部队服役，1988年被授予海军少将军衔 |  |
| 043  | 康富泉       |      | 海军南海舰队政治委员                                           | 1993年晋升        | 海军航空兵通信部队出身，后从事政治工作，1988年被授予海军少将军衔 |  |
| 044  | 李鼎文       |      | 海军指挥学院院长                                               | 1993年晋升        | 潜艇专业出身，长期在学校任教，1988年被授予海军少将军衔 |  |
| 045  | 石云生       |      | 海军副司令员                                                   | 1993年晋升        | 空军航校毕业，海军航空兵飞行员出身，1988年被授予海军少将军衔，2000年晋升海军上将，因2003年361潜艇事件被免职 |  |
| 046  | 贺鹏飞       |      | 海军副司令员                                                   | 1993年晋升        | 装备工作出身，长期在总参装备部工作，1988年被授予少将军衔，时任总参装备部部长，1992年调任海军副司令员改为海军少将 |  |
| 047  | 杨怀庆       |      | 海军副政治委员                                                 | 1993年晋升        | 海军政治工作出身，1990年晋升海军少将军衔，2000年晋升海军上将，因2003年361潜艇事件被免职 |  |
| 048  | 徐振忠       |      | 海军副司令员                                                   | 1995年晋升        | 潜艇出身，1988年被授予海军少将军衔 |  |
| 049  | 何林忠       |      | 海军参谋长                                                     | 1995年晋升        | 水面舰艇出身，1988年被授予海军少将军衔 |  |
| 050  | 胡彦林       |      | 海军政治部主任                                                 | 1995年晋升        | 空军飞行员出身，后从事空军政治工作，1990年由南京军区空军政治部副主任调任海军航空兵部政治部主任，1990年晋升海军少将军衔，2004年晋升海军上将， |  |
| 051  | 傅鸿基       |      | 海军北海舰队政治委员                                           | 1995年晋升        | 水面舰艇出身，后从事政治工作，1988年被授予海军少将军衔 |  |
| 052  | 杨玉书       |      | 南京军区副司令员兼东海舰队司令员                               | 1995年晋升        | 水面舰艇出身，1988年被授予海军少将军衔 |  |
| 053  | 冷宽         |      | 海军副政治委员兼纪委书记                                       | 1996年晋升        | 陆军工程兵政治军官出身，1977年随部转为海军工程兵继续从事政治工作，1988年被授予海军少将军衔 |  |
| 054  | 李俊琏       |      | 海军副政治委员                                                 | 1996年晋升        | 海军政治工作出身，1991年晋升海军少将军衔 |  |
| 055  | 郭东亚       |      | 海军航空兵部政治委员                                           | 1996年晋升        | 空军出身，从事政治工作，1988年任空军大连指挥所政治委员时被授予空军少将军衔，1990年转任北海舰队航空兵政委，改为海军少将 |  |
| 056  | 岳海岩       |      | 海军东海舰队政治委员                                           | 1996年晋升        | 海军测绘专业出身，后从事政治工作，1988年被授予海军少将军衔 |  |
| 057  | 王永国       |      | 广州军区副司令员兼海军南海舰队司令员                           | 1996年晋升        | 海军鱼雷快艇部队出身，1961年毕业被授予海军少尉军衔，任艇长时曾参加崇武以东海战，1988年被授予海军少将军衔 |  |
| 058  | 马炳芝       |      | 海军航空兵部司令员                                             | 1997年晋升        | 空军航校毕业，海军航空兵飞行员出身，1988年被授予海军少将军衔 |  |
| 059  | 赵英富       |      | 海军南海舰队政治委员                                           | 1997年晋升        | 海军政治工作出身，1988年被授予海军少将军衔 |  |
| 060  | 么兴远       |      | 海军参谋长                                                     | 1998年晋升        | 水面舰艇出身，1991年晋升海军少将军衔 |  |
| 061  | 张定发       |      | 济南军区副司令员兼海军北海舰队司令员                           | 1998年晋升        | 潜艇、核潜艇出身，1991年晋升海军少将军衔，后任海军副司令员、军事科学院院长、海军司令员，2004年担任中央军委委员后晋升海军上将军衔，2006年病逝于任上                                                                                                |  |
| 062  | 陈先锋       |      | 海军北海舰队政治委员                                           | 2000年晋升        | 水面舰艇出身，后从事政治工作，1993年晋升海军少将军衔，2003年因361潜艇事件被免职，降为正军级，退出现役 |  |
| 063  | 王玉成       |      | 海军参谋长                                                     | 2001年晋升        | 水面舰艇出身，1995年晋升海军少将军衔，后升任海军副司令员 |  |
| 064  | 毕惠义       |      | 海军政治部主任                                                 | 2001年晋升        | 海军政治工作出身，1992年晋升海军少将军衔 |  |
| 065  | 赵国钧       |      | 南京军区副司令员兼海军东海舰队司令员                           | 2001年晋升        | 潜艇出身，1993年晋升海军少将军衔 |  |
| 066  | 刘卫东       |      | 海军东海舰队政治委员                                           | 2001年晋升        | 政治工作出身，1988年被授予海军少将军衔，后兼任南京军区副政治委员，其父为开国将军、空军上将刘震 |  |
| 067  | 王守业       |      | 海军副司令员                                                   | 2002年晋升        | 陆军后勤基建专业出身，官至总后基建营房部部长，1994年晋升少将军衔，2001年调任海军副司令员，改为海军少将，2006年因贪腐被免职，后被判处死缓，剥夺海军中将军衔                                                                                        |  |
| 068  | 刘晓江       |      | 海军副政治委员                                                 | 2002年晋升        | 陆军出身，曾在铁道兵、总部从事政治工作，1993年任总政文化部部长时晋升少将军衔，1998年调任海军政治部副主任，改为海军少将，后任海军政治委员，2011年晋升海军上将军衔                                                                                  |  |
| 069  | 丁一平       |      | 济南军区副司令员兼海军北海舰队司令员                           | 2002年晋升        | 水面舰艇出身，1993年晋升海军少将军衔，2003年因361潜艇事件被免职，后被重新启用出任海军副司令员，曾兼任海军参谋长，其父为开国将军、海军中将丁秋生                                                                                                   |  |
| 070  | 邬华扬       |      | 广州军区副政治委员兼海军南海舰队政治委员                       | 2002年晋升        | 水面舰艇出身，后从事政治工作，1994年晋升海军少将军衔，后任北海舰队政治委员、海军副政治委员 |  |
| 071  | 金矛         |      | 海军副司令员兼海军装备部部长                                   | 2003年晋升        | 海军装备技术工作出身，1995年晋升海军少将军衔，其父为中央统战部副部长、顾问金城 |  |
| 072  | 吴胜利       |      | 广州军区副司令员兼海军南海舰队司令员                           | 2003年晋升        | 水面舰艇出身，1994年晋升海军少将军衔，后任副总参谋长、海军司令员，2007年晋升海军上将军衔，后兼任中央军委委员，执掌海军十年，期间中国第一艘航母入列，中国海军开始在亚丁湾护航                                                                      |  |
| 073  | 赵兴发       |      | 海军参谋长                                                     | 2004年晋升        | 海军航空兵飞行员出身，1995年晋升海军少将军衔，后任海军副司令员 |  |
| 074  | 张展南       |      | 济南军区副司令员兼海军北海舰队司令员                           | 2004年晋升        | 水面舰艇出身，1996年晋升海军少将军衔，后任海军副司令员 |  |
| 075  | 童世平       |      | 广州军区副政治委员兼海军南海舰队政治委员                       | 2004年晋升        | 政治工作出身，1998年晋升海军少将军衔，后任海军政治部主任、总政主任助理、国防大学政委、总政副主任兼军委纪委书记，2010年晋升海军上将军衔 |  |
| 076  | 顾文根       |      | 广州军区副司令员兼海军南海舰队司令员                           | 2005年晋升        | 潜艇出身，1996年晋升海军少将军衔，后任海军副司令员 |  |
| 077  | 张永义       |      | 海军副司令员                                                   | 2006年晋升        | 海军航空兵飞行员出身，1993年晋升海军少将军衔，后任海军副司令员，是中国航母舰载机试验训练总指挥，是海军航空兵部撤销后第一位海军航空兵出身的海军中将                                                                                                |  |
| 078  | 郑宝华       |      | 海军副司令员                                                   | 2006年晋升        | 水面舰艇出身，1997年晋升海军少将军衔，后任海军副司令员，2007年在任去世 |  |
| 079  | 孙建国       |      | 海军参谋长                                                     | 2006年晋升        | 核潜艇出身，曾指挥403号艇执行90天长航任务，1999年晋升海军少将军衔，后任总参谋长助理、副总参谋长、中央军委联合参谋部副参谋长，2011年晋升海军上将军衔                                                                                               |  |
| 080  | 李光         |      | 济南军区副政治委员兼海军北海舰队政治委员                       | 2006年晋升        | 政治工作出身，曾在总政保卫部任部长，1996年晋升海军少将军衔 |  |
| 081  | 范印华       |      | 海军政治部主任                                                 | 2007年晋升        | 陆军政治工作出身，1998年任北京卫戍区政治部主任时晋升少将军衔，后任总政组织部副部长、解放军报社社长、总政治部秘书长，2005年调入海军任海政主任，改为海军少将，后任海军副政委兼纪委书记                                                              |  |
| 082  | 苏士亮       |      | 济南军区副司令员兼海军北海舰队司令员                           | 2007年晋升        | 水面舰艇出身，1997年晋升海军少将军衔，后任海军参谋长、副司令员 |  |
| 083  | 徐洪猛       |      | 南京军区副司令员兼海军东海舰队司令员                           | 2007年晋升        | 潜艇出身，1999年晋升海军少将军衔，后任海军副司令员 |  |
| 084  | 徐建中       |      | 南京军区副政治委员兼海军东海舰队政治委员                       | 2007年晋升        | 陆军政治工作出身，1985年起在总参政治部、海军政治部、总政治部交叉任职，1997年起在海军任政治军官，1999年晋升海军少将军衔，后任海军政治部主任、副政治委员                                                                                            |  |
| 085  | 黄嘉祥       |      | 广州军区副政治委员兼海军南海舰队政治委员                       | 2007年晋升        | 海军雷达兵出身，后从事政治工作，从海军调入国家体委，又调入陆军第38集团军，曾任坦克6师政委、北京卫戍区政治部主任、38集团军政委，2000年晋升少将，2005年调至海军，改为海军少将                                                                       |  |
| 086  | 王兆海       |      | 海军政治部主任                                                 | 2009年晋升        | 海军工程兵出身，后从事政治工作，曾任总政宣传部副部长、军事科学院政治部主任、副院长，2001年晋升海军少将军衔，后任海军副政治委员 |  |
| 087  | 田中         |      | 济南军区副司令员兼海军北海舰队司令员                           | 2009年晋升        | 水面舰艇出身，2001年晋升海军少将军衔，后任海军副司令员 |  |
| 088  | 岑旭         |      | 南京军区副政治委员兼海军东海舰队政治委员                       | 2009年晋升        | 海军政治工作出身，2002年晋升海军少将军衔，后任海军副政委、总政治部主任助理 |  |
| 089  | 苏支前       |      | 广州军区副司令员兼海军南海舰队司令员                           | 2010年晋升        | 水面舰艇出身，2003年晋升海军少将军衔，后任南京军区副司令员兼东海舰队司令员、东部战区副司令员兼东部战区海军司令员、海军副司令员。2017年因涉嫌违法违纪被调查。                                                                                      |  |
| 090  | 徐莉莉（女） |      | 军事科学院副院长                                               | 2010年晋升        | 海军医护专业出身，后从事政治工作，长期在院校任教，曾任海军政治学院院长、海军后勤部政委，1998年晋升海军少将军衔 |  |
| 091  | 刘卓明       |      | 总装备部科技委员会副主任                                       | 2011年晋升        | 海军装备技术专业出身，长期从事装备技术工作，曾任海军装备论证中心主任、海军装备研究院院长，2000年晋升海军少将 |  |
| 092  | 杜景臣       |      | 海军参谋长                                                     | 2011年晋升        | 水面舰艇出身，2005年晋升海军少将，后任海军司令员 |  |
| 093  | 王登平       |      | 广州军区副政治委员兼海军南海舰队政治委员                       | 2011年晋升        | 陆军政治工作出身，从总政宣传局局长调任海军，2002年晋升海军少将，后任海军副政委 |  |
| 094  | 刘毅         |      | 海军副司令员                                                   | 2012年晋升        | 核潜艇出身 |  |
| 095  | 马发祥       |      | 海军政治部主任                                                 | 2012年晋升        | 海军政治工作出身，2005年晋升为海军少将，后任海军副政委，2014年在任上去世 |  |
| 096  | 蒋伟烈       |      | 广州军区副司令员兼海军南海舰队司令员                           | 2012年晋升        | 水面舰艇出身，2008年晋升为海军少将，后任海军副司令员 |  |
| 097  | 王森泰       |      | 海军副政治委员                                                 | 2012年改为        | 陆军政治工作出身，曾任八一电影制片厂政委、总政直工部部长，20世纪90年代晋升少将，2011年军事科学院副院长时晋升中将军衔，2012年转任海军副政委 |  |
| 098  | 丁海春       |      | 海军政治部主任                                                 | 2013年晋升        | 海军政治工作出身，2007年晋升为海军少将，后任海军副政委 |  |
| 099  | 白文奇       |      | 济南军区副政治委员兼海军北海舰队政治委员                       | 2013年晋升        | 海军航空兵政治工作出身，2006年晋升为海军少将，后任济南军区空军政委、北部战区空军政委，改为空军中将 |  |
| 100  | 丁毅         |      | 海军副司令员                                                   | 2014年晋升        | 海军航空兵飞行员出身 |  |
| 101  | 王华勇       |      | 南京军区副政治委员兼海军东海舰队政治委员                       | 2014年晋升        | 海军政治工作出身，曾任海军陆战第1旅政委、驱逐舰支队政委、基地政委，2008年晋升海军少将，后任东部战区副政治委员兼东部战区海军政治委员、海军东海舰队政治委员                                                                                         |  |
| 102  | 苗华         |      | 海军政治委员                                                   | 2014年改为        | 陆军步兵出身，从事政治工作，曾任12集团军政委，2001年晋升少将军衔，2012年晋升中将军衔，后任兰州军区政治委员，2014年12月调任海军政委，改为海军中将军衔，2015年7月晋升海军上将军衔，2017年任中央军委政治工作部主任，十九届一中全会被选为中央军委委员 |  |
| 103  | 邱延鹏       |      | 海军参谋长                                                     | 2015年晋升        | 水面舰艇出身，2010年晋升海军少将军衔，2017年12月改任海军副司令员 |  |
| 104  | 袁誉柏       |      | 济南军区副司令员兼海军北海舰队司令员                           | 2015年晋升        | 核潜艇出身，2008年晋升海军少将军衔，后任北部战区副司令员兼北部战区海军司令员、海军北海舰队司令员，2017年调任南部战区司令员，2019年晋升海军上将 |  |
| 105  | 王海         |      | 海军副司令员                                                   | 2016年晋升        | 海军航空兵、水面舰艇出身，曾任中国航母辽宁舰编队首任司令员，后任南部战区副司令员兼南部战区海军司令员、海军南海舰队司令员 |  |
| 106  | 杨世光       |      | 海军政治工作部主任                                             | 2016年晋升        | 海军政治工作出身，2010年晋升海军少将。2017年因涉嫌违法违纪被调查。 |  |
| 107  | 康非         |      | 北部战区副政治委员兼北部战区海军政治委员、海军北海舰队政治委员 | 2016年晋升        | 水面舰艇政治工作出身，2010年晋升海军少将 |  |
| 108  | 沈金龙       |      | 南部战区副司令员兼南部战区海军司令员、海军南海舰队司令员       | 2016年晋升        | 水面舰艇出身，2010年晋升海军少将，后任海军司令员，2019年晋升海军上将 |  |
| 109  | 刘明利       |      | 南部战区副政治委员兼南部战区海军政治委员、海军南海舰队政治委员 | 2016年晋升        | 海军政治工作出身，2009年晋升海军少将 |  |
| 110  | 陈学斌       |      | 海军纪律检查委员会书记                                         | 2017年晋升        | 海军航空兵政治工作出身，2010年晋升海军少将，2018年调任空军副政委，改为空军中将 |  |
| 111  | 魏钢         |      | 东部战区副司令员兼东部战区海军司令员、海军东海舰队司令员       | 2017年晋升        | 水面舰艇出身，2011年晋升海军少将 |  |
| 112  | 顾祥兵       |      | 东部战区副司令员                                               | 2017年晋升        | 海军潜艇出身，2010年晋升海军少将 |  |
| 113  | 王长江       |      | 北部战区副司令员                                               | 2017年晋升        | 空军航校毕业，海军航空兵飞行员出身，2010年晋升海军少将 |  |
| 114  | 秦生祥       |      | 海军政治委员                                                   | 2017年改为        | 陆军政工出身，2012年任中央军委办公厅主任，2015年晋升陆军中将，2017年8月空降海军担任政委，2019年晋升海军上将 |  |
| 115  | 张文旦       |      | 海军参谋长                                                     | 2018年晋升        | 水面舰艇出身，2010年晋升海军少将 |  |
| 116  | 骆源         |      | 中央军委纪委副书记                                             | 2018年晋升        | 海军通信兵出身，2011年晋升海军少将，十九届中央纪委常委 |  |
| 117  | 董军         |      | 南部战区副司令员                                               | 2018年晋升        | 出身不详，曾任海军司令部军训部部长、北海舰队副参谋长、东海舰队副司令员、海军副参谋长等职，2012年晋升海军少将，2017年调南部战区，后任海军司令员，2021年晋升海军上将                                                                                |  |
| 118  | 冯丹宇       |      | 海军副司令员                                                   | 2019年晋升        | 冯玉祥之孙，水面舰艇出身，后先后在国防科工委、总装备部工作，2005年晋升海军少将 |  |
| 119  | 刘训言       |      | 海军纪律检查委员会书记                                         | 2019年晋升        | 空军政工出身，曾任总政治部保卫部部长、中央军委政法委副书记，2010年晋升空军少将，2017年调入海军 |  |
| 120  | 王征         |      | 海军政治工作部主任                                             | 2019年晋升        | 空军政工出身，曾任空军政治部宣传部部长、空军装备研究院政委、济南军区空军政治部主任、济南军区空军善后办政委、北部战区空军政治工作部主任，2013年晋升空军少将，2018年调入海军                                                                        |  |
| 121  | 刘青松       |      | 东部战区副政委兼东部战区海军政治委员、海军东海舰队政治委员     | 2019年晋升        | 空军政工出身，曾任广州军区空军政治部副主任、空军武汉指挥所政委、空军政治工作部副主任，2014年晋升空军少将，2018年调入海军，2022年升任北部战区上将政治委员                                                                                          |  |
| 122  | 李玉杰       |      | 北部战区副司令员兼北部战区海军司令员、海军北海舰队司令员       | 2019年晋升        | 水面舰艇出身，2012年晋升海军少将军衔 |  |
| 123  | 王厚斌       |      | 海军副司令员                                                   | 2019年晋升        | 出身不详，南海舰队参谋长、海军副参谋长，2014年晋升海军少将军衔 |  |
| 124  | 袁华智       |      | 海军副政委                                                     | 2019年晋升        | 海军政治工作出身，2015年晋升海军少将军衔，曾短暂在空军任职，2022年升任海军上将政治委员 |  |
| 125  | 杨志亮       |      | 南部战区副政治委员兼南部战区海军政治委员、海军南海舰队政治委员 | 2019年晋升        | 水面舰艇出身，后转入政工，参与赤瓜礁海战立一等功，2017年晋升海军少将军衔 |  |
| 126  | 胡中明       |      | 北部战区副司令员兼北部战区海军司令员、海军北海舰队司令员       | 2019年晋升        | 潜艇出身，参加海军首次环球航行，2014年晋升海军少将军衔 |  |
| 127  | 王仁华       |      | 军委政法委书记                                                 | 2019年晋升        | 陆军政工出身，曾任陆军政治工作部副主任，2013年晋升少将军衔，2017年调入海军任东海舰队纪委书记，后任军委政法委副书记、书记 |  |
| 128  | 姜国平       |      | 北部战区副司令员                                               | 2019年晋升        | 水面舰艇出身，2012年晋升海军少将军衔，也门撤侨任务编队指挥员 |  |
| 129  | 姜平         |      | 战略支援部队航天系统部政治委员                                 | 2019年晋升        | 政治工作出身，2014年晋升海军少将军衔，2021年调入空军 |  |
| 130  | 傅耀泉       |      | 北部战区副政治委员兼北部战区海军政治委员、海军北海舰队政治委员 | 2020年晋升        | 政治工作出身，2016年晋升海军少将军衔 |  |
| 131  | 崔玉忠       |      | 东部战区副司令员                                               | 2020年晋升        | 海军航空兵出身，2014年晋升海军少将军衔 |  |
| 132  | 赵晓哲       |      | 中央军委科学技术委员会主任                                     | 2021年晋升        | 科技界出身，中国工程院院士，2009年晋升海军专业技术少将军衔 |  |
| 133  | 刘子柱       |      | 南部战区副司令员                                               | 2021年晋升        | 水面舰艇出身，2016年晋升海军少将军衔 |  |
| 134  | 王大忠       |      | 北部战区副司令员兼北部战区海军司令员、海军北海舰队司令员       | 2021年晋升        | 海军航空兵出身，2016年晋升海军少将军衔 |  |
| 135  | 鞠新春       |      | 南部战区副司令员                                               | 2023年晋升        | 导弹驱逐舰出身，2018年晋升海军少将军衔 |  |